# Servische Republiek
De Servische Republiek (Servisch: Република Српска (РС), Republika Srpska (RS)), is een van de twee entiteiten die samen de federale staat Bosnië en Herzegovina vormen. De andere entiteit is de Federatie van Bosnië en Herzegovina. In het dagelijks gebruik blijft de naam van deze entiteit in niet-Slavische landen meestal onvertaald, om verwarring met het land dat bekendstaat als Servië te vermijden.
Hoewel de hoofdstad van de Servische Republiek officieel Sarajevo is, tevens de hoofdstad van geheel Bosnië en Herzegovina, werd de entiteit in de praktijk tot 1998 vanuit Pale en sindsdien vanuit Banja Luka bestuurd.

## Geschiedenis
Aan de vooravond van de Bosnische Oorlog werd op 9 januari 1992 de Servische Republiek Bosnië Herzegovina uitgeroepen. De constitutie van deze republiek verklaarde dat het grondgebied bestond uit de Servische districten van Bosnië en Herzegovina, en uit de “gebieden van Bosnië en Herzegovina, waarin Serviërs uit een minderheid bestonden als gevolg van de genocide tijdens de Tweede Wereldoorlog”. Verder verklaarde de constitutie dat de Servische Republiek Bosnië Herzegovina deel uitmaakte van de federale republiek Joegoslavië.
In de dagen daarna volgde er in Bosnië en Herzegovina een referendum omtrent de onafhankelijkheid. Twee derde van de Bosnische bevolking stemde – net als al eerder gebeurd was in Kroatië en Slovenië – vóór onafhankelijkheid van het land, en bevestigde daarmee het besluit van het Bosnische parlement om zich af te scheiden van Joegoslavië. Op 6 april 1992 erkende de internationale gemeenschap de onafhankelijkheid van Bosnië en Herzegovina. Een dag later verklaarde de Servische Republiek haar onafhankelijkheid van Bosnië en Herzegovina en van Joegoslavië. De meerderheid van de Bosnische Serviërs had het referendum geboycot omdat het onwettig zou zijn, doordat de Servische afgevaardigden in het parlement tegen de stemming een veto hadden uitgesproken.
Gedurende de oorlog in Bosnië en Herzegovina verdedigde het Bosnisch-Servische leger, gesteund door het JNA, met harde hand de grenzen van de nieuw uitgeroepen Servische Republiek in Bosnië en Herzegovina, en werden deze grenzen ook uitgebreid. Onder de ogen van de hele wereld vonden in het gebied etnische zuiveringen plaats, onder meer in concentratiekampen zoals Omarska, Keraterm en Trnopolje, evenals deportaties van Bosniakken en Kroaten en grootschalige etnische zuiveringen in heel Oost- en Noord-Bosnië. Van de misdaden hebben de autoriteiten van de Servische Republiek er slechts twee toegegeven, te weten de moord op negentig moslimburgers in Vlašić in 1992 (op 21 augustus van dat jaar werden minstens 228 burgers uit Kozarac en Prijedor gedood en in een ravijn gedumpt) en de moord op duizenden burgers in Srebrenica in 1995.
Het Joegoslavië-tribunaal in Den Haag heeft echter in vele uitspraken de omvang van de massamoorden en de etnische zuiveringen begaan door of namens de autoriteiten van de Servische Republiek beschreven en bevestigd, evenals het Internationale Strafhof in zijn uitspraak van 26 februari 2007.
Bij het tekenen van de vrede in Bosnië en Herzegovina in het Verdrag van Dayton in 1995 werd het bestaan van de Servische Republiek vastgelegd. De entiteit is echter nooit erkend als onafhankelijke staat.
De wederopbouw van de Servische Republiek verliep trager dan die van de Federatie van Bosnië en Herzegovina, doordat de entiteit weinig buitenlandse hulp kreeg. Er werd van de Servische Republiek verlangd dat ze eerst zou meewerken aan de uitlevering van oorlogsmisdadigers aan het Joegoslavië-tribunaal.

## Bestuurlijke indeling

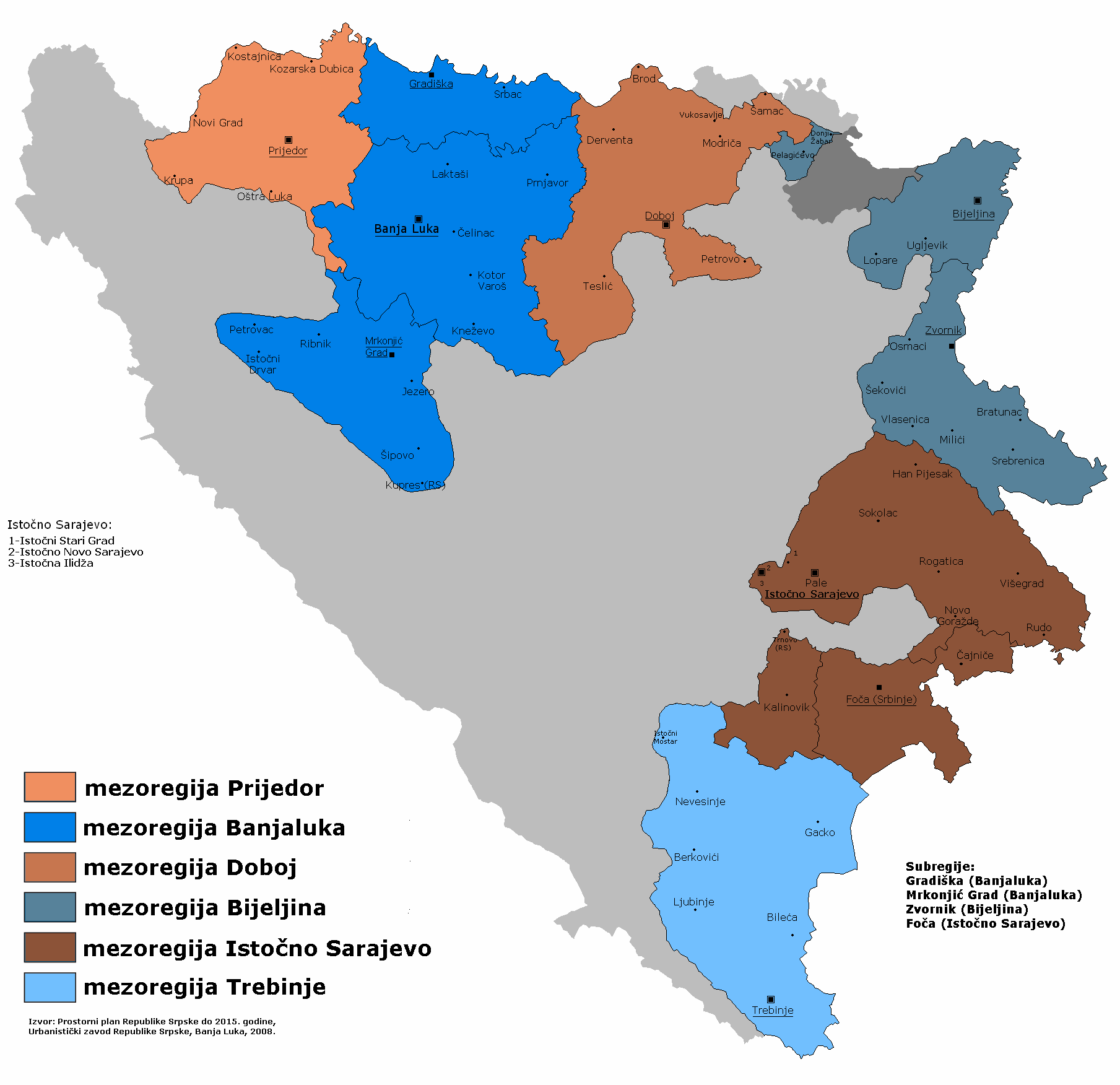
Regio's in de Servische Republiek

De Servische Republiek bestaat uit zeven regio's, die weer zijn onderverdeeld in gemeentes.
1. Banja Luka
  1. Gradiška
  2. Mrkonjić Grad
2. Doboj
3. Bijeljina
  1. Zvornik
4. Istočno Sarajevo
  1. Foča
5. Prijedor
6. Trebinje

## 10 grootstegemeentes
| Nummer | Gemeente         | inwoners |
| 1      | Banja Luka       | 185,042  |
| 2      | Bijeljina        | 107,715  |
| 3      | Prijedor         | 89,397   |
| 4      | Doboj            | 71,441   |
| 5      | Istočno Sarajevo | 61,516   |
| 6      | Zvornik          | 58,856   |
| 7      | Gradiška         | 51,727   |
| 8      | Teslić           | 38,536   |
| 9      | Prnjavor         | 38,399   |
| 10     | Laktaši          | 34,966   |

## Volkslied
Het niet internationaal erkende volkslied van de Servische Republiek is Moja Republika ("Mijn Republiek"). De RS is en wordt niet officieel erkend als soevereine staat en kan daardoor ook geen internationaal erkend volkslied verkrijgen.  Het huidige volkslied is sinds 16 juli 2008 in gebruik als volkslied en is geschreven door Mladen Matović.
De Servische Republiek had oorspronkelijk Bože Pravde ("God der Gerechtigheid") als volkslied. Dit lied is ook in gebruik als het volkslied van de Republiek Servië. De Servische Republiek gebruikte de oude monarchistische versie van Bože Pravde.

## Politiek
De Servische Republiek heeft een eigen eenkamerparlement, bestaande uit 83 zetels, en een eigen president. Verkiezingen vinden normaal gesproken om de vier jaar plaats. Het parlementsgebouw staat in de stad Banja Luka.

### Lijst van presidenten van de Servische Republiek
| Nr. | President         | President                          | Ambtstermijn      | Ambtstermijn                          | Partij                             |
| --- | ----------------- | ---------------------------------- | ----------------- | ------------------------------------- | ---------------------------------- |
| 1   | Radovan Karadžić  | Radovan Karadžić (1945)            | 7 april 1992      | 19 juli 1996                          | SDS                                |
| 2   | Biljana Plavšić   | Biljana Plavšić (1930)             | 19 juli 1996      | 4 november 1998                       | SDS (tot 1997) SNS RS (vanaf 1997) |
| 3   |                   | Nikola Poplašen (1951)             | 4 november 1998   | 2 september 1999 (afgezet)            | SRS RS                             |
| –   |                   | Petar Đokić (1961) (waarnemend)    | 2 september 1999  | 26 januari 2000                       | SP                                 |
| 4   | Mirko Šarović     | Mirko Šarović (1956)               | 26 januari 2000   | 28 november 2002                      | SDS                                |
| 5   | Dragan Čavić      | Dragan Čavić (1958)                | 28 november 2002  | 9 november 2006                       | SDS                                |
| 6   |                   | Milan Jelić (1956–2007)            | 9 november 2006   | 30 september 2007 (in ambt overleden) | SNSD                               |
| –   | Igor Radojičić    | Igor Radojičić (1966) (waarnemend) | 30 september 2007 | 9 december 2007                       | SNSD                               |
| 7   |                   | Rajko Kuzmanović (1931)            | 9 december 2007   | 15 november 2010                      | SNSD                               |
| 8   | Milorad Dodik     | Milorad Dodik (1959)               | 15 november 2010  | 19 november 2018                      | SNSD                               |
| 9   | Željka Cvijanović | Željka Cvijanović (1967)           | 19 november 2018  | 15 november 2022                      | SNSD                               |
| (8) | Milorad Dodik     | Milorad Dodik (1959)               | 15 november 2022  |                                       | SNSD                               |